# Premio Laura Nobile
Il Premio di Poesia Laura Nobile (1989-1995) è stato un premio biennale nazionale di poesia organizzato, promosso e patrocinato dall'Università di Siena, voluto da Franco Nobile, oncologo, e prendeva il nome dalla figlia Laura Nobile (1967-13 settembre 1987), una poetessa italiana scomparsa prematuramente. Il premio era considerato un importante riconoscimento per giovani poeti italiani ed ebbe una certa rilevanza culturale negli anni in cui fu assegnato. I libri dei poeti premiati vennero pubblicati nella collana "Premio di poesia Laura Nobile" edita da All'Insegna del Pesce d'Oro.

## Edizioni del premio

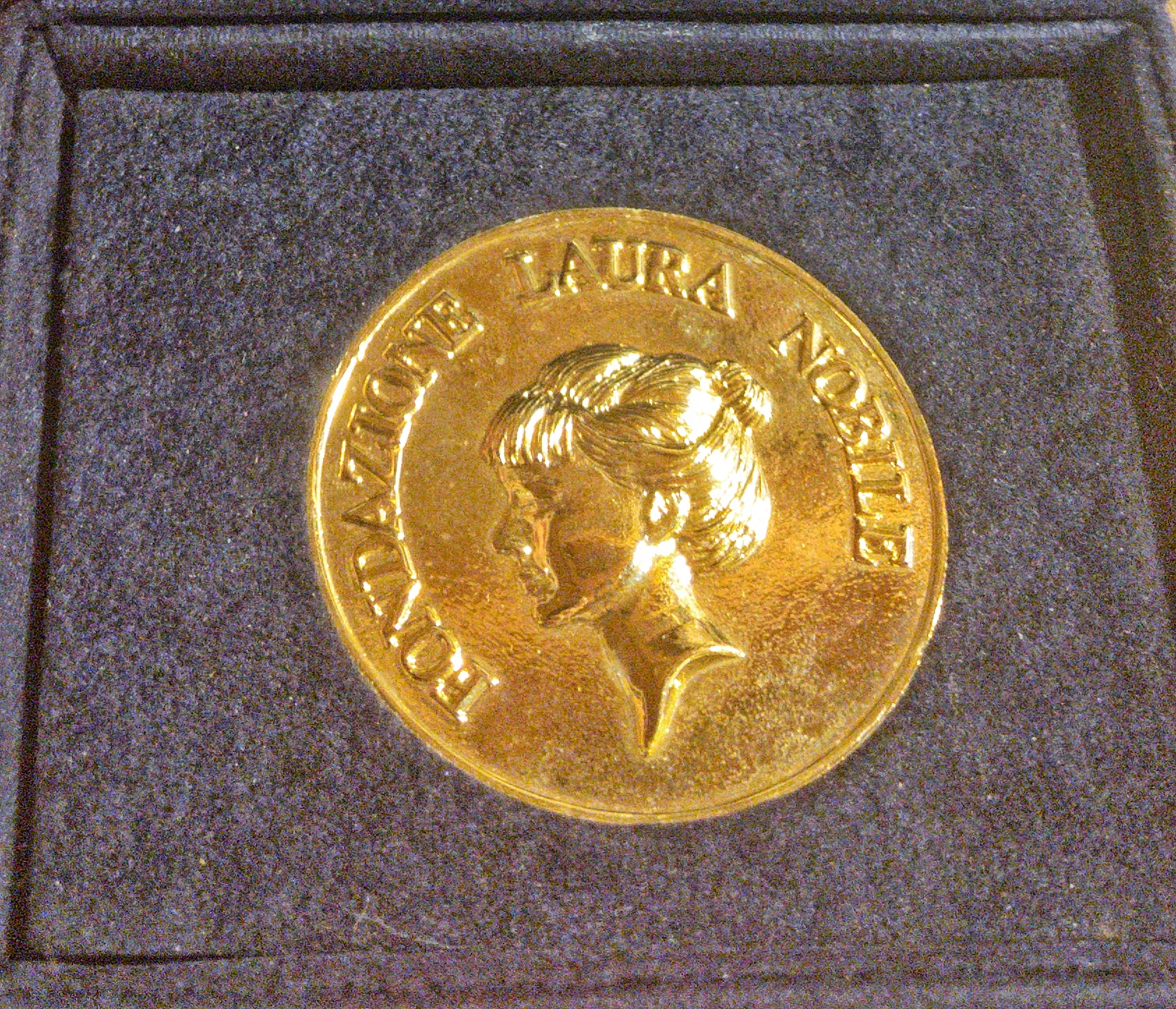
La medaglia commemorativa del premio

Il premio era organizzato come una "rassegna biennale di poesia" e la prima edizione si tenne il 2 dicembre 1989 presso l'Aula Magna dell'Università di Siena. La cerimonia di premiazione era preceduta da una tavola rotonda sul tema "Il punto sulla poesia italiana al 1989", coordinata da Romano Luperini e presieduta da Luigi Berlinguer, all'epoca rettore dell'Università, e con la partecipazione di noti critici letterari come Carlo Fini (segretario), Franco Fortini, Sergio Briosi, Sandro Briosi, Roberto Gagliardi, Attilio Lolini, Giuseppe Nava, Luigi Olivete, Antonio Prete, Aldo Rossi, Gianni Scalia, Laura Barile e Giovanni Giudici, nomi che gli hanno dato una certa rilevanza nel panorama poetico italiano dell'epoca.
| Edizione | Finalisti | Partecipanti |
| -------- | --- | ------------ |
| 1989     | Anna Cascella |              |
| 1991     | Primo classificato Gian Mario Villalta; secondi Ennio Abate, Marco Barbieri, Alessandra Berardi, Marcella Corsi, Erminia Passannanti |              |
| 1993     | Primo classificato Enzo Mansueto; secondi Giorgio Bertin, Paola Febbraro, Luca Ferrieri, Guido Mazzoni, Marco Munaro                 | 486          |
| 1995     | Prima classificata Erminia Passannanti; secondi Lorenzo Leporati, Marco Palasciano e altri due poeti                                 |              |

## Libri
- Carlo Fini, Di poesia nuova '89: proposte cinque: materiali del primo premio di poesia "Laura Nobile", collana Pretesti, 195 p. ; 22 cm, Lecce, Piero Manni, 1990, OCLC 800367335.
- 5 poeti del premio "Laura Nobile": Siena 1991, collana Collana della Rassegna Biennale di Poesia "Laura Nobile" ; 4, 131 p. ; 17 cm, All'insegna del pesce d'oro, 1992, ISBN 978-88-444-1202-9.
- 5 poeti del premio Laura Nobile: Siena 1993 ; Giorgio Bertin, Paola Febbraro, Luca Ferrieri, Guido Mazzoni, Marco Munaro, collana Collana della Rassegna Biennale di Poesia "Laura Nobile" ; 6, 133 p. ; 17 cm, All'insegna del pesce d'oro, 1995, ISBN 978-88-444-1268-5.
- Enzo Mansueto, Descrizione di una battaglia, collana Collana della Rassegna biennale di poesia "Laura Nobile" ; 5, 97 p. ; 17 cm, Bari, All'insegna del pesce d'oro, 1995, ISBN 978-88-444-1269-2.